# Косково (село, Кичменгско-Городецкий район)
Косково — село в Кичменгско-Городецком районе Вологодской области. Входит в состав Кичменгского сельского поселения (с 1 января 2006 года по 1 апреля 2013 года было центром Плосковского сельского поселения), с точки зрения административно-территориального деления — центр Плосковского сельсовета. Население по данным переписи 2002 года — 270 человек (132 мужчины, 138 женщин). Всё население — русские.
Расстояние до районного центра Кичменгского Городка по автодороге составляет 16 км. Ближайшие населённые пункты — Плоская, Сигово, Косково.